# عود-واسمیر
عود-واسمیر (به هلندی: Oud-Vossemeer) یک منطقهٔ مسکونی در هلند است که در تولن (هلند) واقع شده‌است. عود-واسمیر ۱۳٫۶۴ کیلومتر مربع مساحت و ۲٬۷۶۷ نفر جمعیت دارد.